# Ресіфі (порт)

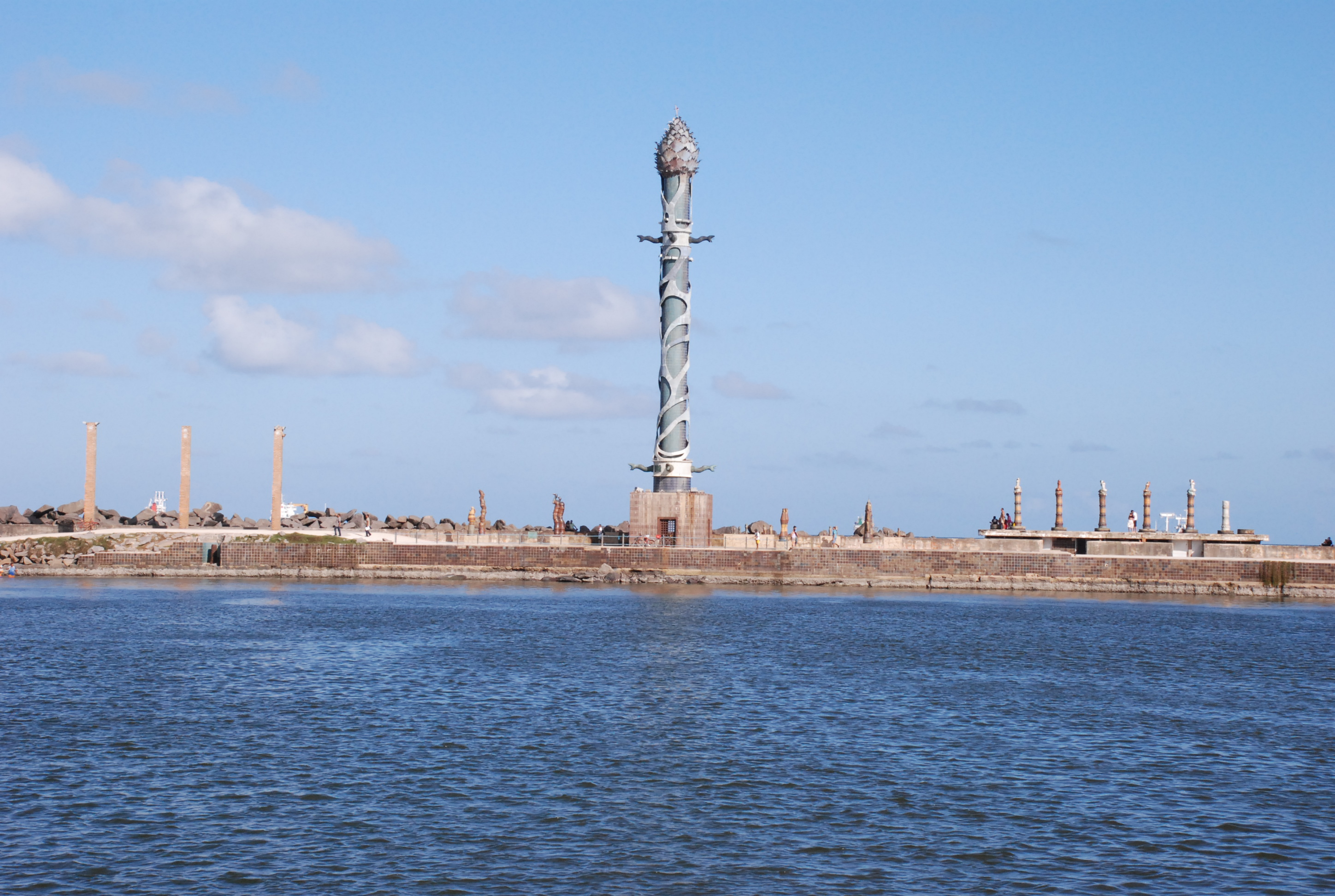
Скульптури Франсиско Браннанда на насипу перед портом.

Порт Ресіфі (порт. Porto do Recife) — морський порт у місті Ресіфі, що знаходиться під керуванням уряду штату Пернамбуку. Порт розташований у східній частині міста в районі Старий Ресіфі, у впадінні річок Беберібі і Капібарібі в Атлантичний океан. Хоча історично порт був головною причиною заснування містечка Ресіфі, зараз його значення невелике, а більша частина перевезень перенесена до Порту Суапі на півдні агломерації Ресіфі.
Порт зараз поділяється на круїзну та вантажну частини. Вантажі, що проходять через порт, включають цукор, пшеницю, кукурудзу, ячмінь, добрива, будівельні матеріали та інші різноманітні товари. Особливістю порту є його розташування в центрі міста, через що транспортні потоки через нього обмежені. Товарооборот порту становить близько 2,2 млн т на рік. Імпорт потрапляє з Аргентини, Північної Америки, Європи, єкспорт направляється до Африки, Північної Америки, Європи.